# Turniej o Srebrny Kask 2018
Turniej o Brązowy Kask 2018 – 57. edycja turnieju, corocznie organizowanego przez PZMot. Rozegrano trzy turnieje eliminacyjne oraz finał, który odbył się 24 maja 2018 roku w Lublinie oraz zwyciężył Bartosz Smektała

.

## Wyniki
- Lublin, 24 maja 2018
- Sędzia: Piotr Lis
- NCD: Bartosz Smektała – 65,47 w wyścigu 2

| Msc. | Zawodnik                | Klub         | Pkt  |             |  |
| ---- | ----------------------- | ------------ | ---- | ----------- |  |
| 1    | Bartosz Smektała        | Leszno       | 13   | (3,2,3,3,2) |  |
| 2    | Maksym Drabik           | Wrocław      | 12+3 | (3,2,2,2,3) |  |
| 3    | Robert Chmiel           | Rybnik       | 12+2 | (3,3,3,2,1) |  |
| 4    | Daniel Kaczmarek        | Toruń        | 11   | (2,1,3,2,3) |  |
| 5    | Dominik Kubera          | Leszno       | 10   | (1,3,3,1,2) |  |
| 6    | Wiktor Lampart          | Lublin       | 10   | (2,2,2,1,3) |  |
| 7    | Sebastian Niedźwiedź    | Zielona Góra | 9    | (3,0,1,3,2) |  |
| 8    | Oskar Bober             | Lublin       | 9    | (2,1,2,3,1) |  |
| 9    | Michał Gruchalski       | Częstochowa  | 8    | (1,1,2,1,3) |  |
| 10   | Patryk Wojdyło          | Wrocław      | 7    | (0,3,1,3,0) |  |
| 11   | Kamil Wieczorek         | Grudziądz    | 5    | (2,0,1,2,0) |  |
| 12   | Arkadiusz Potoniec      | Gdańsk       | 4    | (w,3,0,w,1) |  |
| 13   | Karol Żupiński          | Rzeszów      | 4    | (0,1,0,1,2) |  |
| 14   | Dominik Kossakowski     | Gdańsk       | 3    | (1,2,0,0,0) |  |
| 15   | Alex Zgardziński        | Zielona Góra | 3    | (1,d,1,0,1) |  |
| 16   | Wiktor Trofimow         | Leszno       | 1    | (1)         |  |
| 17   | Igor Kopeć-Sobczyński   | Toruń        | 0    | (0,0,0,0,0) |  |
| 18   | Maksymilian Bogdanowicz | Gniezno      |      | (ns)        |  |

Bieg po biegu
1. [69,16] Drabik, Kaczmarek, Kubera, Żupiński
2. [65,47] Smektała, Lampart, Gruchalski, Kopeć-Sobczyński
3. [66,59] Niedźwiedź, Wieczorek, Kossakowski, Wojdyło
4. [66,93] Chmiel, Bober, Zgardziński, Potoniec (w)
5. [68,13] Potoniec, Kossakowski, Żupiński, Kopeć-Sobczyński
6. [67,50] Wojdyło, Lampart, Kaczmarek, Zgardziński (d)
7. [66,37] Kubera, Smektała, Bober, Niedźwiedź
8. [67,21] Chmiel, Drabik, Gruchalski, Wieczorek
9. [67,95] Chmiel, Lampart, Niedźwiedź, Żupiński
10. [67,24] Kaczmarek, Bober, Wieczorek, Kopeć-Sobczyński
11. [67,05] Kubera, Gruchalski, Zgardziński, Kossakowski
12. [66,35] Smektała, Drabik, Wojdyło, Potoniec
13. [67,69] Smektała, Wieczorek, Żupiński, Zgardziński
14. [67,52] Niedźwiedź, Kaczmarek, Gruchalski, Potoniec (w)
15. [68,47] Wojdyło, Chmiel, Kubera, Kopeć-Sobczyński
16. [66,30] Bober, Drabik, Lampart, Kossakowski
17. [67,47] Gruchalski, Żupiński, Bober, Wojdyło
18. [67,81] Kaczmarek, Smektała, Chmiel, Kossakowski
19. [67,29] Lampart, Kubera, Potoniec, Wieczorek
20. [67,05] Drabik, Niedźwiedź, Zgardziński, Kopeć-Sobczyński

### Bieg dodatkowy o 2. miejsce
1. [67,37] Drabik, Chmiel